# Синдер
Синдер, или Черная Сындирь — небольшая река в России, протекает в Ивановской области. Устье реки находится по левому берегу реки Койка в Тейковском районе. Образуется из реки Чёрная и её правого притока Сындирь. Исток (Черная) в заболоченной местности севернее села Нельша, исток (Сындирь) в лесах юго-восточнее населённого пункта Волосачево Тейковского района. Длина реки незначительна. Не судоходна.
Вдоль русла реки (Сындирь) расположен единственный населённый пункт: Волосачево.